# Festes populars als Països Catalans

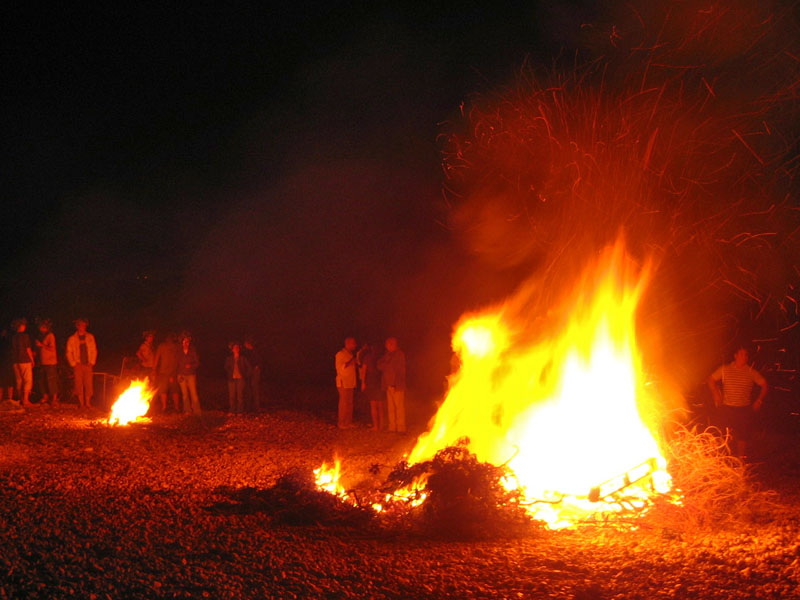
Foguera de la nit de Sant Joan a la platja de la Marina Alta.

Les festes populars als Països Catalans són el conjunt de festes tradicionals que se celebren als territoris de parla catalana. A continuació es descriurà els elements cabdals que comparteixen les festes tradicionals.

## Foc

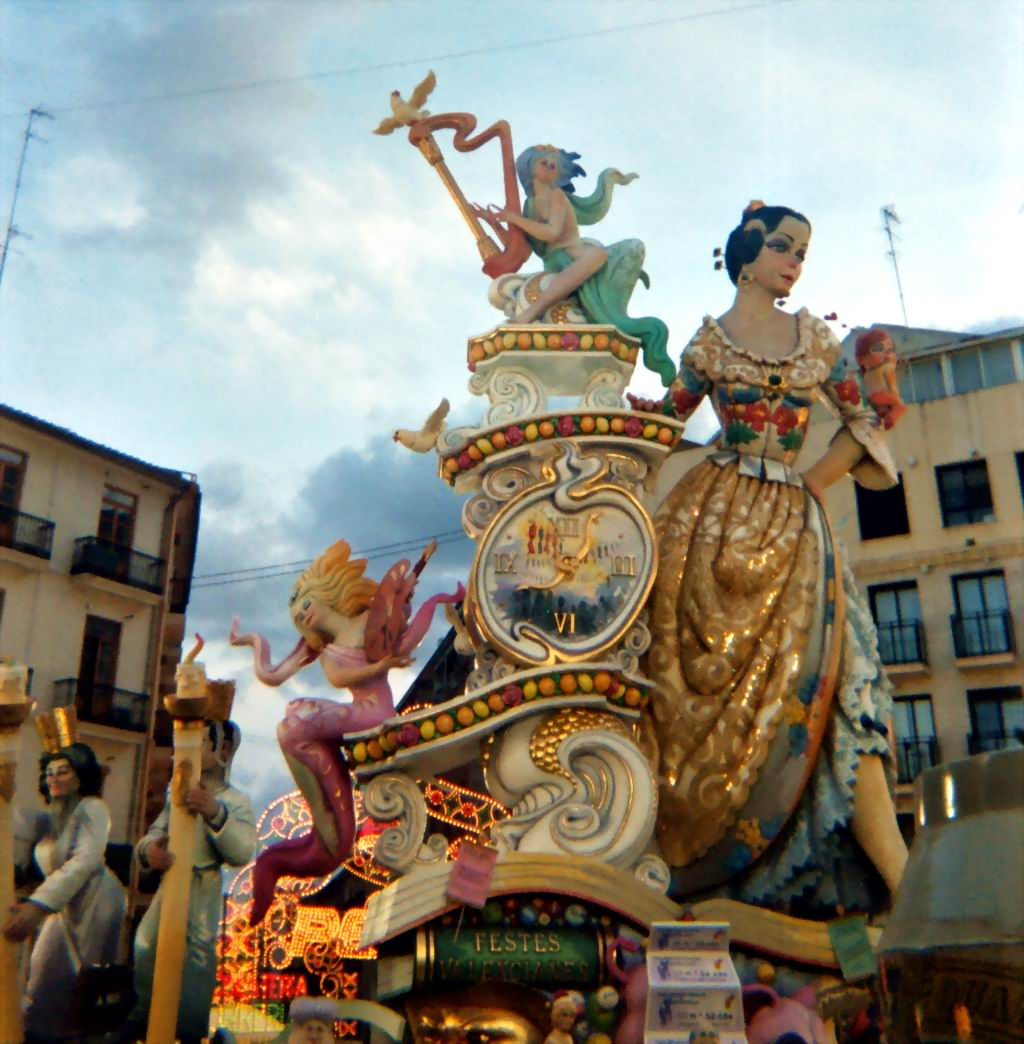
Les Falles.

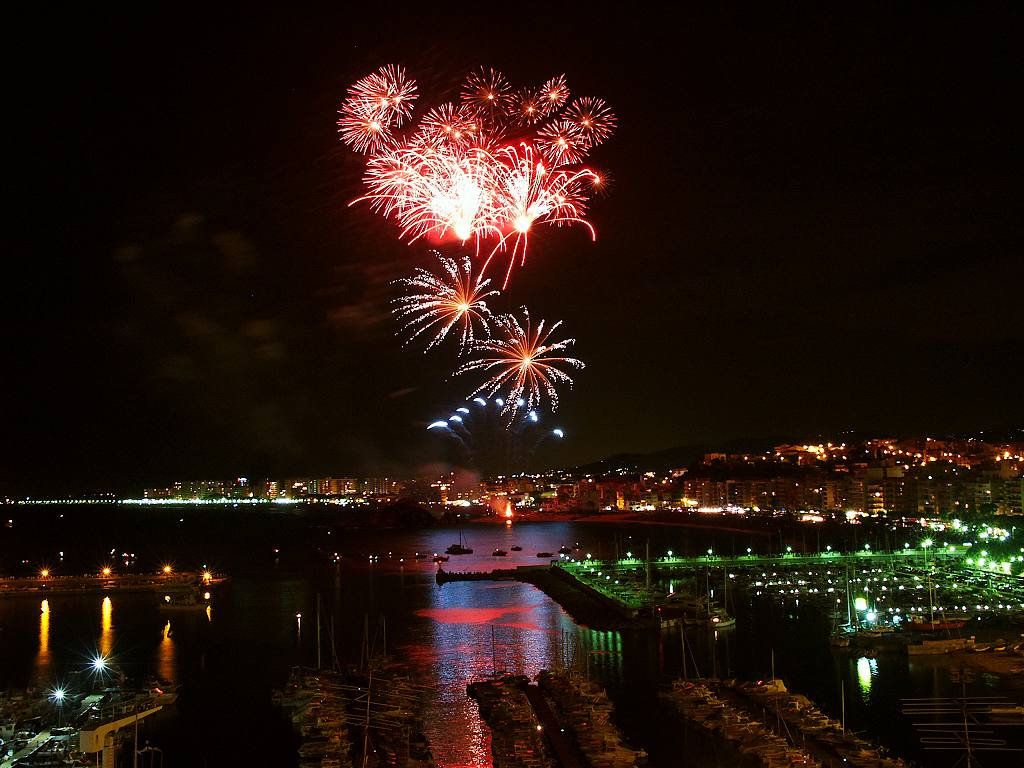
Castell de focs a Blanes.

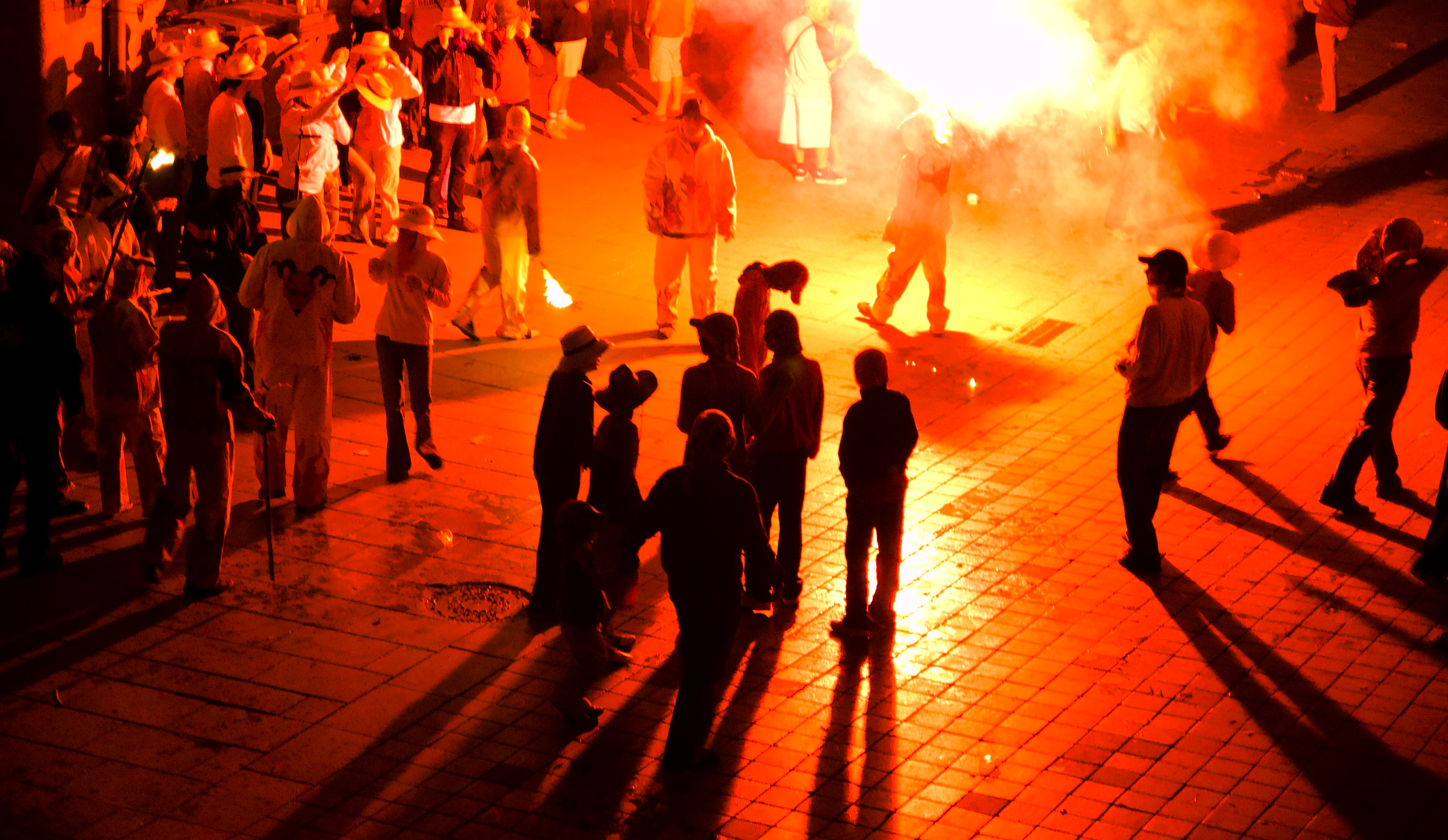
Correfoc de les Borges Blanques el 2007.

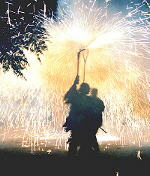
Escena del ball de diables, on els dimonis persegueixen els festers amb focs d'artifici.

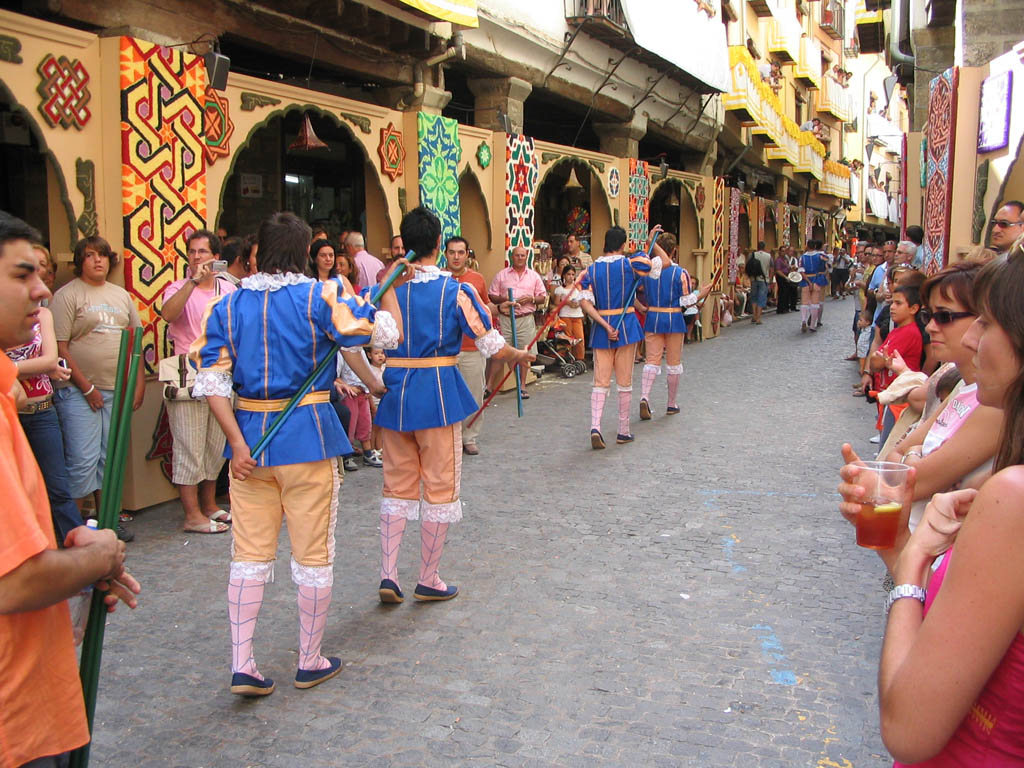
Els Torneros del Sexenni de Morella, una de les festes més antigues amb data de naixement el 1678.

El foc és l'element més important de les festes tradicionals, la qual cosa hi denota una gran arrel pagana. És interessant notar que aquestes festes del foc, que també són ben presents arreu d'Europa i més enllà, tenen una altíssima acceptació a tots els Països Catalans, des de les Falles del Pallars Sobirà, les Falles d'Andorra i la Flama del Canigó fins a les Fogueres d'Alacant i les Falles, celebrades a 90 poblacions del País Valencià.

### Pirotècnia
La pirotècnia és l'eix de moltes festes tant familiars com majors. Des de les traques de casament, passant per les mascletades, batalles de focs d'artifici anomenades "cordades" (com aquella de Paterna), La Patum de Berga, de la Festa Major de Vilafranca del Penedès i altres festes semblants, els castells de focs d'artifici (destaquen el Concurs Internacional de Focs d'Artifici de la Costa Brava celebrat a Blanes la Nit del Foc de València, la "Palmera" d'Alacant, la Nit de l'Albà d'Elx i el Castell de l'Olla a Altea), els masclets que tenen tanta afició entre la jovenalla, i acabant amb les disparades de trabucs durant els moros i cristians.
És interessant notar una tradició de focs d'artifici relativament nova, que són aquells de la Nit de la Bastila de Cotlliure i altres poblacions nord-catalanes.

### Falles i fogueres
La crema d'un tronc, o més recentment, una figura plàstica - un ninot o falla - és un fet que hom pot observar tant en la forma moderna, a la cremà de les Falles de València, - i des del segle xx, a Torrent (Horta Oest), Alzira, Sagunt, Sueca, Cullera, Gandia, Dénia, Borriana, Xàtiva, Paterna i Benidorm- i les fogueres d'Alacant, com en la forma més antiga, com en la crema d'un tronc a les Festes del foc del solstici d'estiu als Pirineus (les Falles pallareses, les Falles de Boí o la Crema deth Haro de Les, a la Vall d'Aran) o a la crema del "maio" (tronc) del Forcall i a altres indrets dels Ports, on se celebren les santantonades a finals de gener o principis de febrer. Aquestes i altres més famoses fogueres del dia 23 de juny, Sant Joan, es complementen amb les Fogueres de Sant Antoni o Santantonades - com els de Canals, Villores, El Forcall, Herbers, etc. (als Ports) o a la Vila de Gràcia- i la foguera de matances mallorquines anomenada Binerbo, al gener. Aquestes dues dates coincideixen amb els dos solsticis, d'estiu i d'hivern - mentre les Falles de València són a l'equinocci-, la qual cosa revela els seus orígens com a festa pagana. Avui en dia, la manifestació festera més generalitzada als Països Catalans, anomenada la "Festa Nacional" per alguns, són les fogueres de la Nit de Sant Joan, una tradició ben viva a totes les comarques i illes i que es viu amb especial intensitat a les costes del sud del País Valencià.
A Mallorca destaquen els foguerons que se celebren per Sant Antoni (17 de gener), segurament les festes que gaudeixen de més popularitat a l'illa, amb punts destacats a Manacor, Muro i Artà. També són presents els foguerons a les festes de Sant Sebastià a Palma (20 de gener) i les de Sant Honorat a Algaida (16 de gener), que coincideixen en la mateixa setmana.

## Menjar

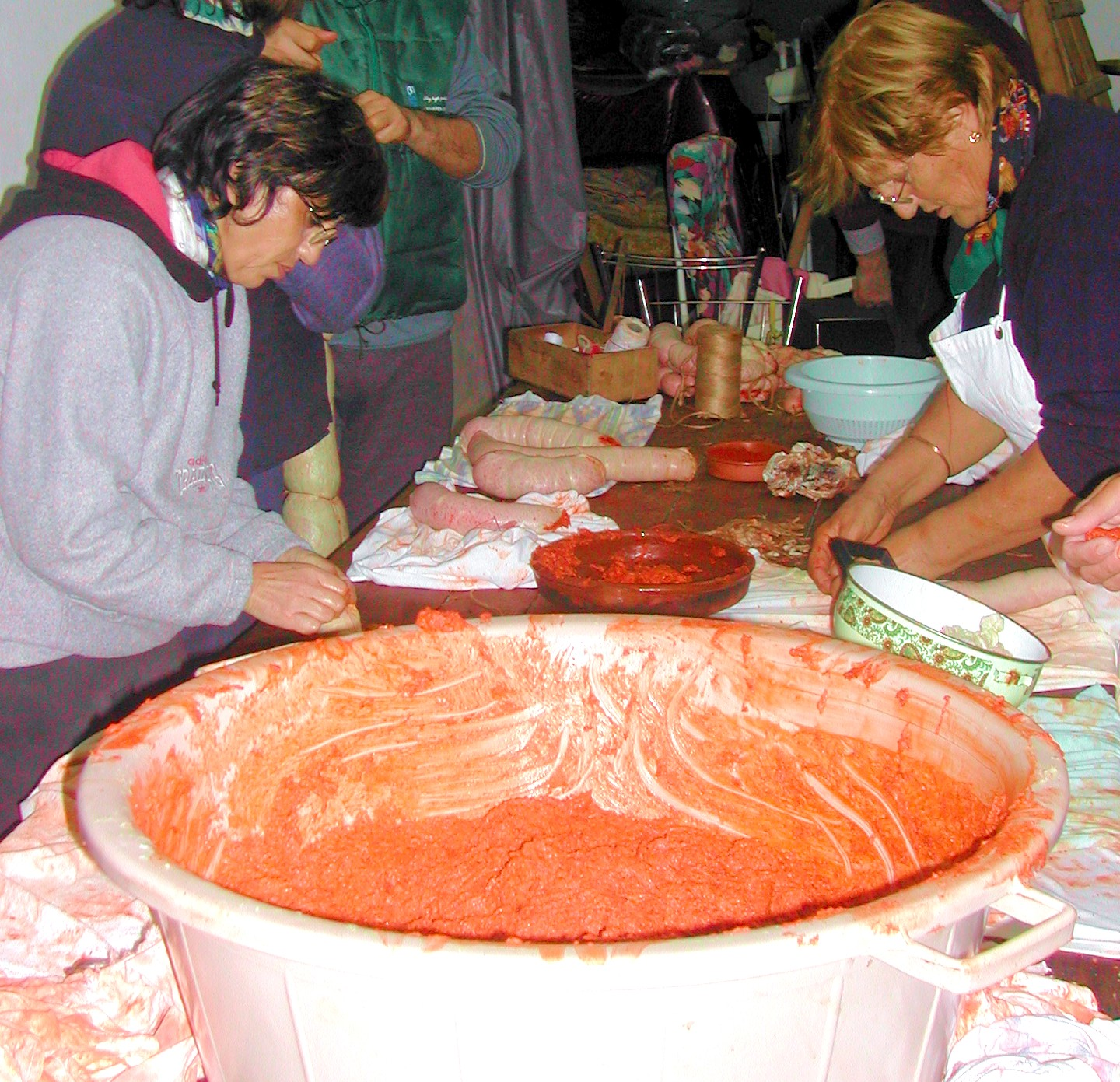
Matanceres a Son Ferriol, Mallorca.

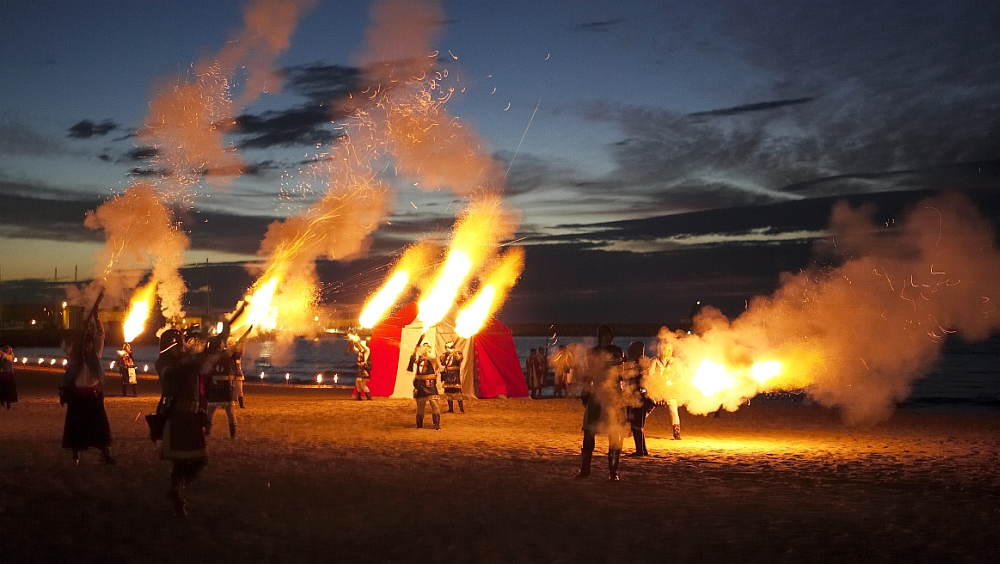
Desembarcament de moros i cristians, el Campello, Alacantí.

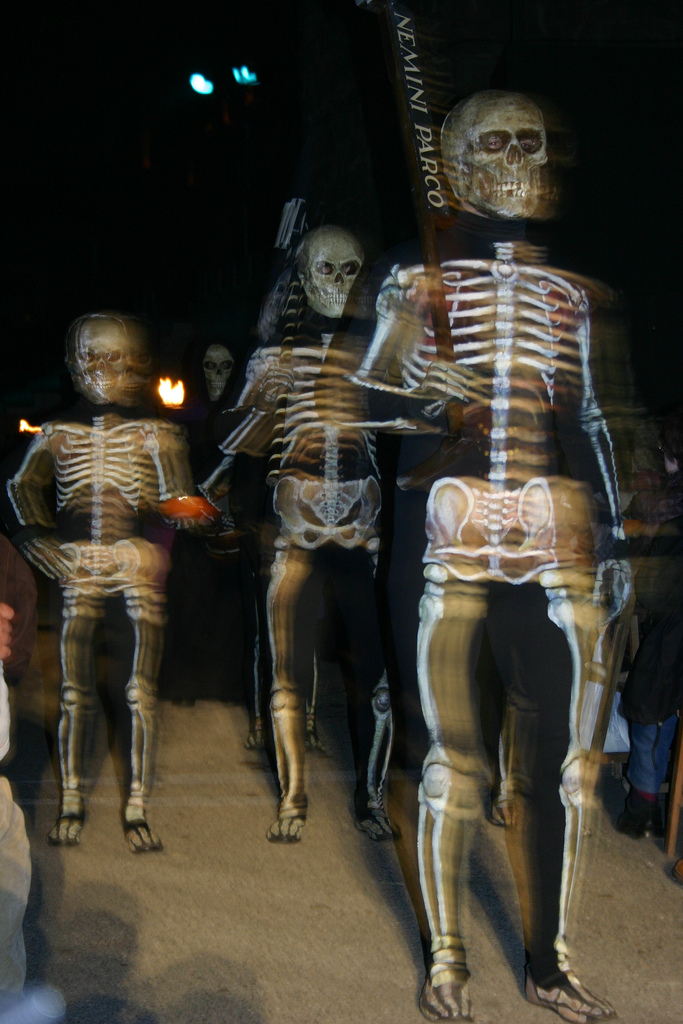
La Dansa de la Mort, única a Catalunya.

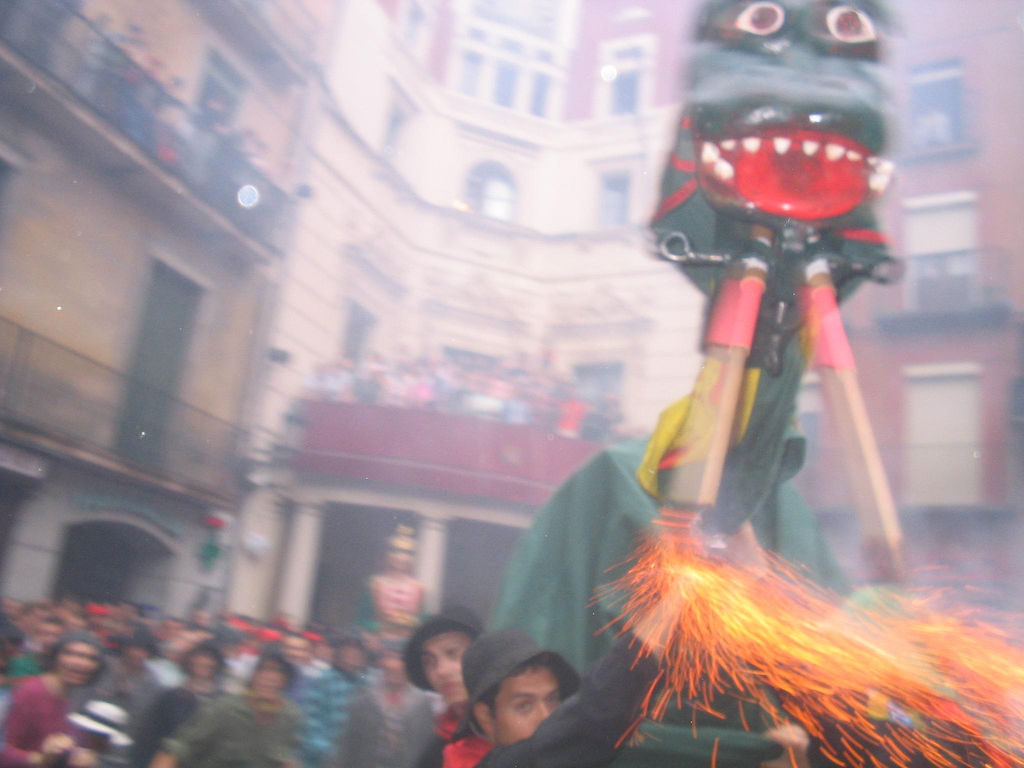
La Guita Boja a la Patum de Berga, patrimoni de la humanitat, un exemple de l'ús d'animals mitològics a les festes catalanes.

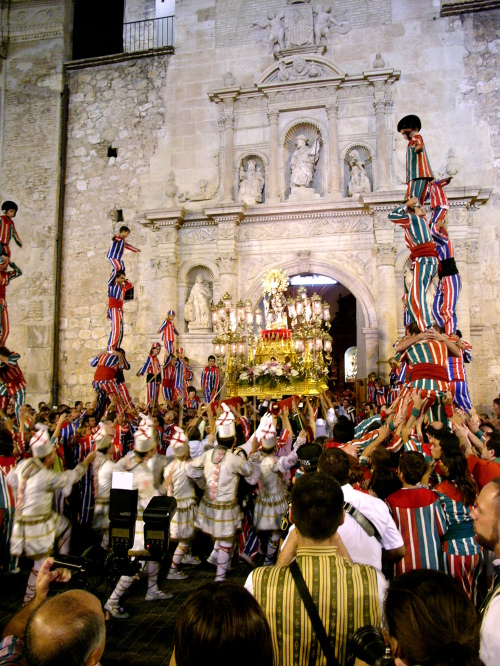
Processó de la Mare de Déu de la Salut d'Algemesí.

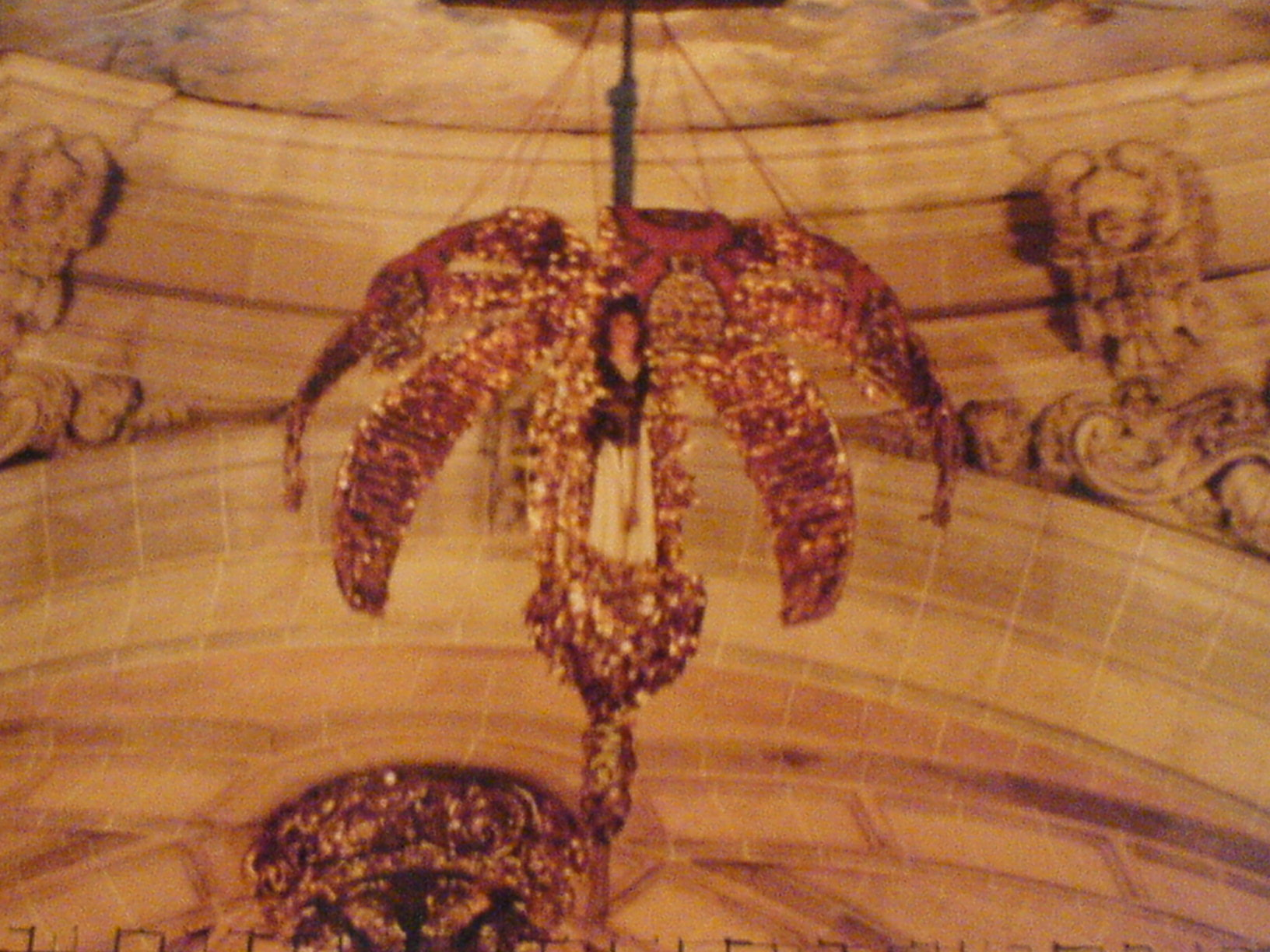
Descens de l'àngel en la Magrana, punt àlgid del Misteri d'Elx, una de les representacions religioses en llengua catalana més destacades i patrimoni de la humanitat.

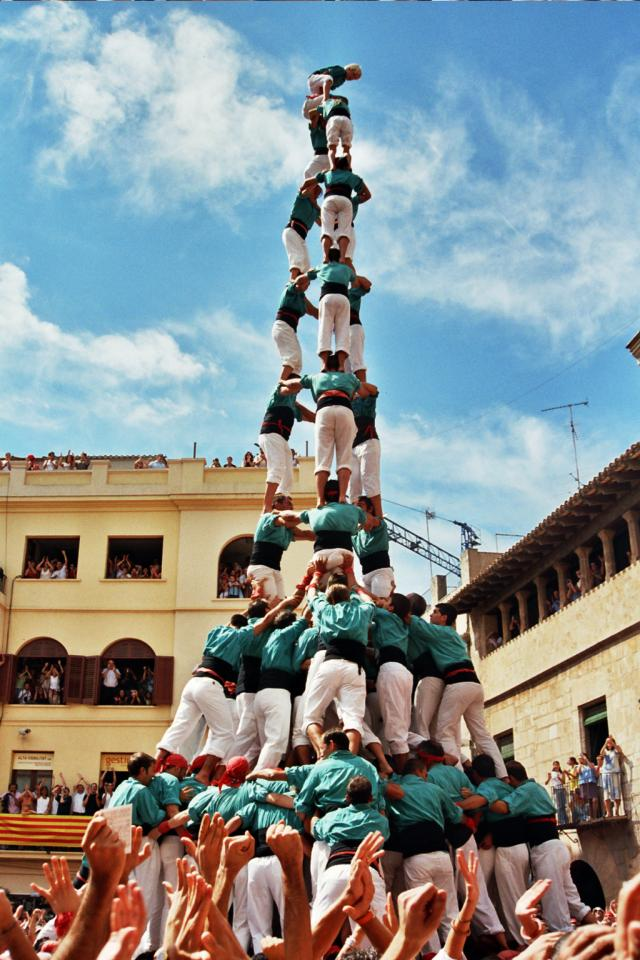
Actuació festiva dels Castellers de Vilafranca. Els castells solen protagonitzar les festes de la Catalunya Central.

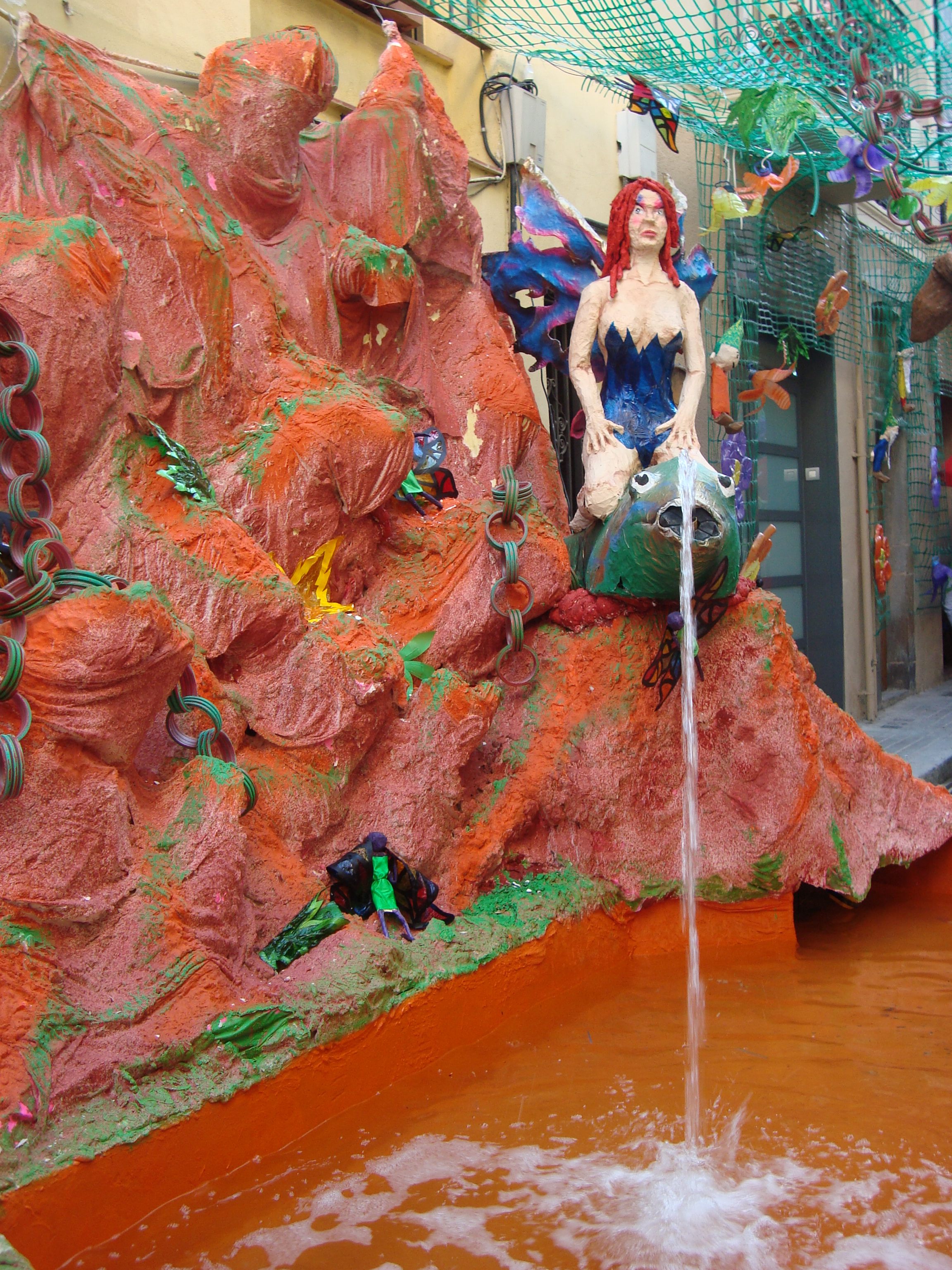
Carrer guarnit durant la Festa Major de Gràcia.

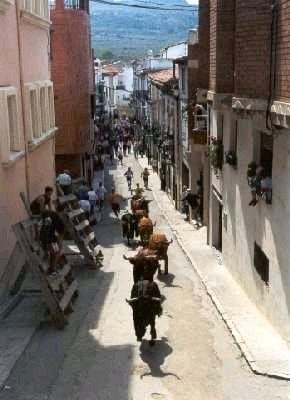
Bous al Carrer a Albocàsser, Baix Maestrat.

### Matances
El menjar centra gran part de les festes, i com a mínim és un dels protagonistes de gairebé totes. Una de les festes de menjar més típiques és la Matança del porc (anomenada matances a les Illes Balears i mataporc al País Valencià), molt apreciada a Mallorca i les Illes en general, i també típic a Catalunya, al País Valencià i més enllà. La matança del porc és una experiència molt arrelada en la cultura catalana, ja que era una activitat tradicional anual que reunia tota la família a la Catalunya rural, al País Valencià i a les Illes. En molts llocs l'11 de novembre, dia de Sant Martí, era un dels dies preferits per la matança. Al voltant d'aquesta activitat es desplega tota mena de festejos, típicament amb tasts d'embotits. Malgrat haver perdut importància al darrer segle, encara es continua celebrant a la Cellera de Ter, Cambrils, Vall-de-roures, Artesa de Segre entre altres llocs.

### Festes de collita
Però les festes més habituals, com cal esperar en un país sobretot agrícola, són les de la collita: la Festa de la Cirera a catorze poblacions entre Ceret i La Vall de Gallinera, la Xatonada del Penedès, la Castanyada al Montseny i altres punts de la Catalunya Oriental, la Calçotada de Valls (Alt Camp), la Festa de l'Arròs a Bagà, Roses i Pals, la Sardinada de l'Escala, la Festa de la Verema a Vilafranca del Penedès i a Banyuls, etc. També cal buscar la relació de les festes majors i les de Sant Joan en els solsticis, tan important per al conreu. A Vilanova i la Geltrú l'origen de la Festa Major rau en una gran calamarsa que va fer malbé els conreus i des de llavors tots els balls i cercaviles són en honor de la Mare de Déu de les Neus per demanar la seva protecció per les collites.

### Altres festes de menjar
Unes festes que sembla que no tenen relació directa amb la collita són l'Aplec del Caragol de Lleida, festa d'interès nacional; la mocadorada valenciana, que és una ofrena d'amor; i la tradició pasqual de menjar la Mona de Pasqua. Altres festes al voltant d'un plat concret són la festa de la Truita en Suc de Bellmunt del Priorat, el Dia Internacional de la Paella a Sueca, la festa des Botifarró de Sant Joan a Mallorca, o les Paelles al Carrer típiques de moltes festes majors valencianes. Algunes menges són generalment consumides durant les festes, com ara les coques, els panellets i els bunyols, i localment, la bunyeta de la Catalunya Nord, el Rosari ensucrat de Palma, ambdós a Pasqua, i el tortell de Catalunya, típic de Sant Antoni i Reis.
Els porrats i altres fires van estretament relacionats amb el menjar com a motiu o objectiu de la festa. Caldria destacar unes festes peculiars, com són la dels Enfarinats d'Ibi o la Tomatina de Bunyol, que data de tan sols 1945, on l'objectiu de la festa sembla malgastar el menjar en un potlatch impressionant. Una altra festa remarcable és la del Pa Beneït de Torre de les Maçanes, on les festeres han de carregar amb un pa beneït de quatre quilos sobre el cap.

## Història i costum

### Memòria fundacional
Una cosa fonamental en les festes de molts pobles és la memòria històrica, que als Països Catalans adquireix una importància especial a totes les terres antigament poblades per musulmans, on a més de celebrar una victòria militar, els valencians, mallorquins i catalans es retroben amb la seua data de naixement com a pobles. Això explica la quantitat de festes populars associades amb la Reconquesta, en especial els Moros i Cristians, que se celebra a moltíssims pobles de la meitat sud del País Valencià, com també a Lleida, Mallorca (principalment a Sóller i Pollença), Eivissa i alguna població de la Manxa i Múrcia i que obté especial importància a Albaida, Alcoi, Bocairent, Banyeres de Mariola, Cocentaina, Crevillent, Callosa d'en Sarrià i Villena. En la mateixa línia la Festa de l'Estendard i la Diada del País Valencià commemoren la victòria sobre els musulmans i l'inici dels regnes de Mallorca i València. Encara altres festes celebre la fundació del poble, com és el cas de les Festes de la Magdalena a Castelló de la Plana. Alguna festa té un sentit més funcional, com és el cas del Sexenni de Morella, que celebra, i fomenta, la tornada dels morellans a la seua ciutat cada sis anys.
També, la Festa del Renaixement, unes festes que se celebren a Tortosa la tercera setmana de juliol. Se celebra des del 1996 i ostenta el reconeixement d'haver estat declarada Fiesta de Interés Turístico Nacional i Festa d'Interès Turístic de Catalunya.
Les festes involucren més de 500 actors, 60 espectacles, 3000 ciutadans vestits d'època, comerciants i tavernes. Amb el subtítol l'Esplendor d'una ciutat al segle xvi, rememora, a través d'una àmplia oferta de caràcter lúdic i cultural, el període històric del segle xvi, un dels moments més interessants en l'existència de la nostra ciutat.

### Festes costumistes
Moltes festes centre en la representació teatral, típicament d'elements del costumari popular dels pobles, que sovint tenen un caire humorístic i satíric, en el qual cas se'n diu sainets. Un exemple famós del teatre nadalenc és el Tirisiti d'Alcoi, que treu a la llum tòpics tant vells com el rector aficionat a les dones, el marit cornut, les beates o dones molt conservadores, i la festa, en forma del bou que toreja el protagonista. Altres representacions tracten més directament la Nadal, com l'Auto dels Reis de la Canyada de Biar. També existeixen festes de rondalles, amb un contingut semblant si bé menys humorístic.

## Religió i mitologia

### Orígens pagans
La gran majoria de les festes se celebren en dies associades amb la tradició cristiana; no obstant això, moltes d'aquestes festes tenen una clar arrel pagana o fins i tot manquen cap element directament cristià, tret del fet que se celebra el dia d'un sant. I és que moltes festes han sigut transformades dels seus orígens prehistòrics sense perdre les seues al·lusions a la mitologia precristiana. Festes de gran renom com les Falles i les Fogueres de Sant Joan tenen el foc, element pagà de transformació, com a eix central. En alguns casos, s'ha fet poc més que posar-li nom de sant a una festa pagana, com és el cas de les Festes de Sant Joan que fou i és una celebració del solstici. En altres s'hi ha afegit algun element secundari que no treu la centralitat dels elements precristians, com passa amb la inclusió de l'ofrena de flors a la Mare de Déu durant les Falles, que data de 1941, i que també és important a Benicarló. Un altre exemple de celebracions de menjar coincidents amb estacions de l'any són la castanyada, associada a l'equinocci de la tardor, les carnestoltes al solstici d'hivern i Sant Jordi al de la primavera.
Altres festes són encara més mitològiques, com la Dansa de la mort a Verges, que se celebra a Pasqua però que s'assembla més a una dansa tribal primitiva, o les moltes festes on s'intervé bestiari com el drac, el gegant -tan essencial a la Festa Major de Solsona entre altres-, el cabet o cabut, i altres criatures mitològiques (vegeu Bestiari popular català i mitologia catalana). Un dels millors exemples d'una festa de foc i bèsties típicament catalana és la Patum de Berga, que és patrimoni de la humanitat des de 2005. La bruixa és un altre personatge mític habitual a les festes dels Pirineus catalans, que protagonitza el ball de bruixes de Viladrau i la Fes-ta Bruixa de Sant Feliu Sasserra (Bages), que inclou un espectacle de tortura de les bruixes per la Inquisició i un ball d'escombres.

### Festes cristianes
D'altra banda, hi ha festes que sembla que arrenquen precisament amb la idea d'homenatjar un sant, com la Diada de Sant Jordi, sant patró de Catalunya i Alcoi, entre d'altres; o la de sant Vicent màrtir i sant Antoni Abad, dia dels animals. Altres festes també són clarament cristianes, com les processons de la Setmana Santa -entre les quals destaquen la Setmana Santa Marinera del Cabanyal (València), la Processó de la Sang a Prada-, els romiatges -com el de Sant Joan de Penyagolosa, el Des Güell a Lluc a Peu de Mallorca, i el multitudinari romiatge de Santa Faç d'Alacant- o les festes del Corpus Christi, quan és habitual a moltes comarques pintar o engalonar els carrers amb decoracions de paper, com fan a la Festa Major de Gràcia -festa d'interès nacional-, amb pintura, o amb flors com les Enramades d'Arbúcies, Sallent, o Tamarit de Llitera, d'Arbúcies i de Sallent -les dues darreres, d'interès nacional- i de moltes altres poblacions. Les festes del Diumenge de Rams i l'ús de palmes per crear figures decoratives tenen destacada importància a Vic, Lleida i Elx, on és una festa declarada d'interès internacional.
En les festes cristianes, sovint apareix el dimoni o diable com a contrapartida al sants. A Oriola, per exemple, les processons de la Setmana Santa inclouen una imatge d'un dimoni hermafrodita anomenat "la Diablessa", i que és l'únic pas que no travessa l'església catedralícia.

### Carnestoltes

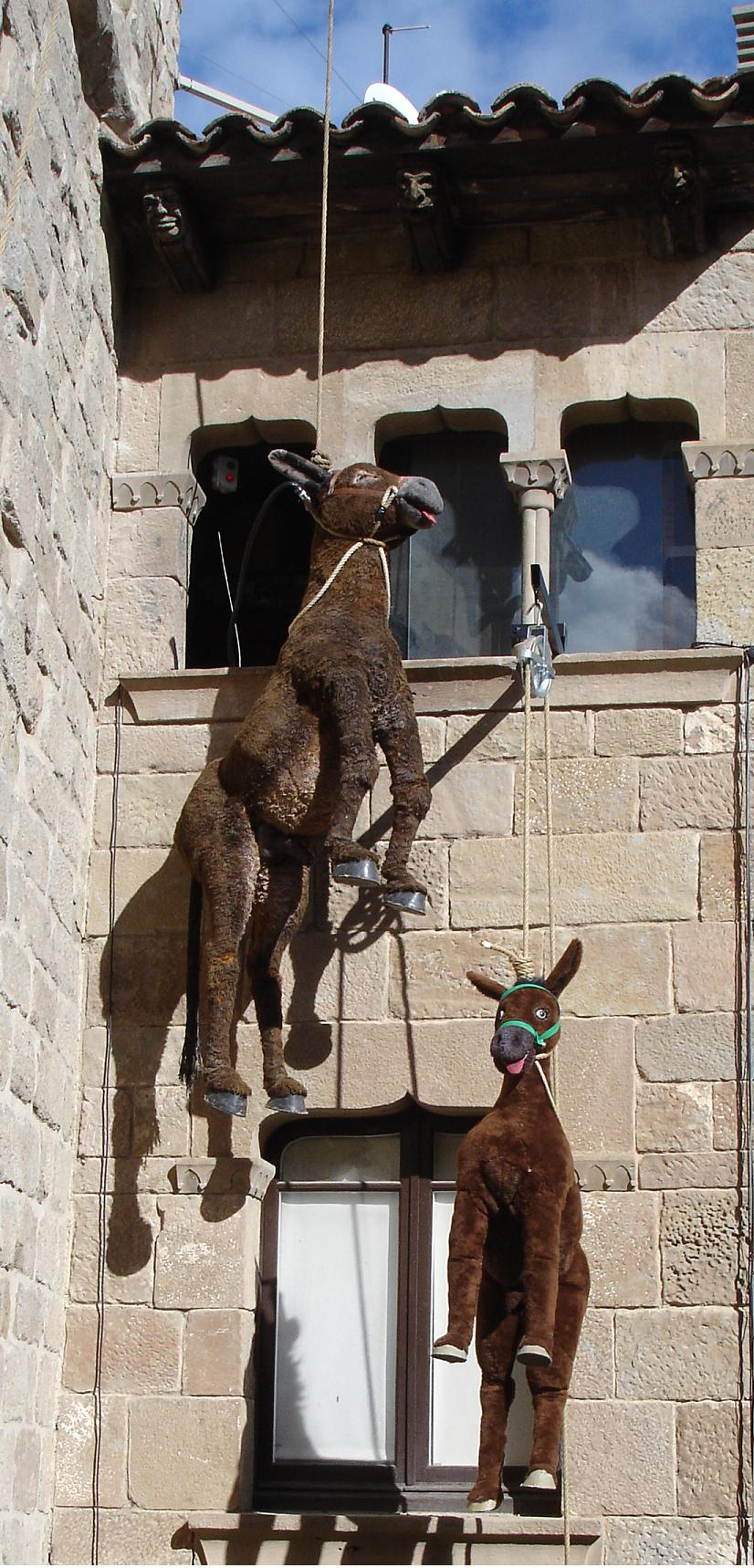
Espectacle en que s'aixeca rucs a dalt del campanar, durant el Carnaval de Solsona.

Una festa desenvolupada gràcies al cristianisme, però que té poc de religiós i molt de pagà, són les carnestoltes o el carnaval. Aquestes festes centren en la proclamació del rei en Carnestoltes, qui posa punt final a la festa amb el seu propi enterrament. Segons algunes fonts, aquesta festa de disbauxa sorgeix a la baixa edat mitjana, i intenta esdevenir un antídot per a la quaresma -període de dejú, abstinència i moderació- que la segueix, o fins i tot burla del poder religiós i civil. Els carnavals tenen diversos elements, com ara carrosses, danses i correfocs, però el principal és la desfilada de festers vestits en disfresses satíriques o fins i tot, de gust dubtós. No debades, alguns el diuen la "festa dels poca-soltes" Així doncs són una de les festes més lúdiques, celebrada tot just abans d'una de les festes més solemnes del calendari, la Pasqua. Aquesta teoria d'una festa oposada a la solemnitat de la Pasqua sembla cobrar importància si es recorda que l'any 1936, el General Franco va dictar una ordre de prohibició de tots els carnavals de l'estat espanyol. Algunes carnestoltes catalanes són declarades d'interès turístic nacional, com el Carnaval de Solsona i el Carnaval de Vilanova i la Geltrú, que inclou elements tan curiosos com el Ball de Mantons, la Batalla de Merenga, l'Arrivo del Carnestoltes, el Moixó Foguer,la Nit de Mascarots i el Vidalot, a més dels habituals comparses i danses. Entre els 23 municipis carnavalescs també són destacables Vinaròs, Perpinyà, Tarragona, Andratx i Prats de Molló.

### La Passió, els Pastorets i el Misteri
Les festes cristianes són molt arrelades als Països Catalans. A més de ser dies no laborals, Nadal, Pasqua i la Mare de Déu de l'Assumpció són celebrades a moltes llars, i són protagonitzats en molts llocs per festes especials, com per exemple la cavalcada dels Reis Mags que es fa a totes les poblacions de Catalunya, illes Balears i, al País Valencià en algunes com, per exemple, a Alcoi, que data de 1866, o Igualada, que data de 1895, les representacions dels Pastorets a Catalunya i els pessebres vivents.
Per Pasqua destaca la Passió (Cervera, Esparreguera, Molins de Rei, Olesa de Montserrat, Ondara, Reus, Torreblanca i Ulldecona, entre altres) i les Via Crucis vivents, de les quals destaquen les d'Alzira, Setmana Santa de l'Horta de València, Rupit, Mataró i Sant Hilari Sacalm-aquesta darrera, festa d'interès nacional-, i en general a moltes poblacions de Catalunya. Dins d'aquestes festes es recrea la Via Crucis de Jesús, acompanyat pels armats, també anomenat manaies a Girona i mananges a Verges.
El 15 d'agost s'escenifica a Elx el misteri d'Elx o l'Ascensió de la Mare de Déu, una de les poques representacions de la litúrgia que encara es fa dins d'una església, i declarat patrimoni de la humanitat des del 2001.

### Tradicions úniques al voltant del fet religiós
Les festes cristianes també han desenvolupat tradicions úniques als Països Catalans, com la cercavila anomenada els goigs dels Ous i el costum de l'ou com balla. Altres tradicions sembla que naixen de la tendència de burxar-se de la religió, o almenys introdueixen un element més humorístic, com el tió de Nadal i el caganer.

## Concursos
El concurs festiu més destacat són els castellers, que protagonitzen totes les festes de la Catalunya Central i el Camp de Tarragona. Altres concursos arrelats arreu del territori són els carrers engalonats i les enramades (carrers adornats de flors) com les d'Arbúcies i Sallent -festes d'interès nacional- o els concursos de carrosses. Un concurs de foc és el Concurs Internacional de Focs d'Artifici de la Costa Brava.

### La festera major
Un element festiu que prové del medieval és l'elecció de la pubilla o festera major. El nom de pubilla vol dir l'hereva, o bé filla major. Aquesta tradició sembla que té l'objectiu de premiar les famílies burgeses més poderoses de cada vila i, per tant, fins avui en dia és objecte d'un gran orgull quan la filla d'algú és escollida festera major. Les festeres majors o pubilles han de lluir durant totes les festes indumentària tradicional, i ocasionalment algun escut o bandera del poble o del país i una corona. Dos dels exemples més coneguts d'aquest "concurs de bellesa popular" són la selecció de la Fallera Major i de la Bellea del Foc al País Valencià. En altres festes, com les de Molins de Rei o les de Manresa, hi ha gegants a la processó representant una pubilla i un hereu. A moltes poblacions, aquesta "reina de les festes" té una cort, constituïda d'altres festeres. Un element vinclat amb aquestes eleccions són les cercaviles, que són processons no religioses en les quals els festers mascles recorren la vila i trauen les festeres al carrer, amb l'objectiu de lluir-se, tant homes com dones.

### Música
Alguns concursos centren en la música, com els concursos d'havaneres celebrada a Sant Pol de Mar i en general a tota la Costa Brava i el Maresme, com també a indrets del País Valencià com ara Torrevella (Baix Segura).

## Animals i proesa

### Els bous
Les festes de bous són molt arrelades a tot el litoral del País Valencià i les Terres de l'Ebre, d'Amposta a Ondara, i són les festes que aixequen més controvèrsia Malgrat açò, les festes de bous gaudeixen d'un ample suport popular tant a Catalunya com al País Valencià, i quan s'han vist amenaçades, hi ha hagut protestes i manifestacions. Les més típiques són les Bous a la Mar de Dénia, els Bous al Carrer, la solta de vaques, el bou capllaçat de la zona al voltant de la Sénia, o el molt semblant Torico de la Cuerda de la Foia de Bunyol. Aquestes festes solen ser protagonitzades pels joves del poble que demostren la seua "valentia" i proesa amb el bou. Algunes fonts relacionen aquest costum predominantment masculí amb un ritu d'iniciació a l'edat adulta.

### Eljaleoo ball de cavalls menorquí

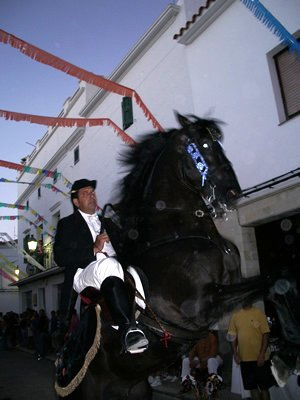
Jaleo a Menorca.

A Menorca, per Sant Antoni i a totes les festes majors, de Sant Joan (juny) a Ciutadella fins a la Mare de Déu de Gràcia (setembre) a Maó, se celebren els jaleos, on els protagonistes són els cavalls de raça menorquina, engalanats, que marxen a dues potes i ballen fent dues vegades un mateix recorregut. En passar per l'ajuntament la primera vegada, els genets hi recullen de mans de l'alcalde una branca verda, amb la qual fan la segona volta. A la plaça s'hi poden fer, a més, diversos concursos i proves de destresa. L'animació musical destaca l'ús del flabiol i del tambor. Hi participa un gran nombre d'habitants, des de nens de cinc anys fins gent gran. Els cavalls desfilen en fila índia i entren a la plaça. Generalment els primers genets són els caixers; n'hi ha almenys tres, que representen els poders majors del batlle (abans era el senyor noble), de l'església i de la burgesia, tot i que hi pot haver també representants dels pagesos, dels artesans o d'altres oficis. Els segueixen els cavallers o colquers (de colcar, cavalcar), que van vestits tots iguals amb un uniforme tradicional tant homes com dones, que difereixen una mica a cada poble, però sempre tenen el negre com a color principal, amb camisa blanca o negra. A la plaça, alguns s'acosten per ajudar el cavall a mantenir-se dempeus. Els veïns dels balcons propers els llencen aigua per refrescar-los.

### Els ànecs a l'aigua
Una altra festa controversial és la d'Ànecs a l'Aigua, on se solta ànecs a la mar al Port de Sagunt i els festers tracten de capturar-los de nou.

### Altres festes d'animals
D'especial interès són les festes de cavalls, com l'Entrada de bous i cavalls de Sogorb, on es barregen bous i cavalls i destaca l'absència de barreres. També cal destacar les festes en honor dels animals de Sant Antoni Abat, en especial la dels Tres Tombs i la Festa dels Traginers de Balsareny, on es fan curses d'ases, ponis, mules i cavalls.

## Danses i música

### Balls
Els balls tradicionals també ocupen un lloc privilegiat dins la festa. Exemples són la sardana - un ball molt associat amb la festa a la Catalunya Nord on té una festa pròpia a Ceret- el ball de bastons de Catalunya; el ball de bot i els cossiers de les Illes; les dansades o les danses de pastoret del País Valencià; i el contrapàs i la marratxa d'Andorra. La moixiganga és, però, sense dubte el ball més típic de tots, originant al segle XV al País Valencià, i que al segle xviii s'estengué fins al sud de Catalunya on esdevingué el concurs dels castellers, que tradicionalment se centra al Penedès i el Camp de Tarragona, mentre que al País Valencià continua amb la forma més original, a Algemesí però també a altres localitats. Un altre ball que també és una festa del foc és el Ball de diables, quan festers vestits de dimonis o dracs persegueixen la gent del poble amb focs d'artifici encesos a les mans. Una dansa poc habitual és aquella que es fa a Verges, la Dansa de la Mort, on els ballarins van vestits d'esquelets. També són interessants el ball dels Cavallets de Sant Feliu de Pallerols i el ball del Cornut a Cornellà del Terri. Totes tres danses són declarades d'interès nacional.

### Colles de música
Pràcticament qualsevol festa va acompanyada d'una colla de Xeremiers, grallers o dolçainers, a més de tabaleters. Les bandes de música, tan nombroses als Països Catalans, són cabdals en les desfilades dels moros i cristians entre d'altres, seguint cada filada.

### Cançons festives
Finalment, les festes poden centrar-se en les cançons populars: gloses mallorquines, corrandes, cantades d'havaneres i caramelles catalanes i eivissenques i cant d'albades valencià, a més de la jota de les terres de l'Ebre protagonitza moltes festes. Els goigs, cançons de caràcter litúrgic, són típics a les festes religioses i en especial, a Pasqua.
Un cas peculiar és la La Serenata al Bou de Vilafamés (Plana Alta), en la qual s'exposa al públic un bou mort i obert en canal, amenitzat per una banda que toca un concert o "serenata".

## Colles
La immensa majoria de les festes dels Països Catalans són festes que involucren gran part de la població, mitjançant grups de festers que desenvolupen diferents parts de la festa, o senzillament fan festa al marge de la festa en si. Aquests grups solen ser de joves però no hi ha cap limitació formal a l'entrada. Reben diversos noms segons l'activitat i la població: els bous tenen la penya taurina, que animen qui es posa davant del bou; durant els moros i cristians, una colla de festers s'anomena la càbila o kàbila, que és també el nom del lloc on fan festa, normalment un baix, i una filada o filà, o comparsa, si desfilen com a moros o cristians; també aquestes colles s'anomenen quadrilles, que ve del nom dels grups de collidors. Casal és el nom més habitual amb el qual es denomina qualsevol lloc on es prepara o es desenvolupa la festa. Les Falles tenen com a centre d'activitat el casal faller, on es fa espectacles, sortejos, sopars i dinars, i es prepara els masclets i altres estris de festa. En altres llocs del País Valencià, aquest indret es diu garito. A les Fogueres d'Alacant, el casal s'anomena barraca, malgrat no tenir aquesta forma. A Catalunya, les colles castelleres acostumen a assajar en un local casteller.

## Tipologia de festes
Les festes es divideixen entre les festes en honor del sant o santa patrona, en el qual cas s'anomenen "festes patronals"; les "festes majors", que són les més importants a cada poble i solen ser a l'agost; i a Catalunya, les "festes petites", que són la resta de les festes.

## La festa més antiga i la més nova
No totes les festes tradicionals remunten tant en la història, però algunes tenen indicis de ser gairebé milenàries. De les més antigues hi ha els Moros i Cristians de Lleida, de l'any 1150, la Patum i els jaleos són de principis del segle xiv, el Sexenni de Morella que origina l'any 1678, i la Festa Major de Solsona, que data des de mitjan segle xvii si bé els seus orígens es troben al segle xiv.
En canvi, hi ha notícies de les Falles a València des de només el segle xviii i de les Fogueres d'Alacant des de només el segle xix, amb la festa moderna arrencant el 1928. Entre les festes més modernes hi ha la Tomatina de Bunyol, del 1945, o l'Ofrena de Flors del 1941.